# Spider Robinson
Spider Robinson (Bronx, 24 novembre 1948) è uno scrittore di fantascienza statunitense naturalizzato canadese.
Gli sono stati assegnati tre Hugo e un Nebula, oltre ad altri premi.

## Opere
Bibliografia parziale.

### Romanzi
- I crocevia del tempo (Callahan's Crosstime Saloon, 1977) romanzo in realtà composto da racconti aventi come punto di contatto il Saloon di Callahan. Urania n. 1164
- Con qualunque altro nome (By Any Other Name, 1976) romanzo breve vincitore del Premio Hugo 1977, ampliato nel romanzo Telempath (non tradotto in italiano) del 1977,
- Stardance o La danza delle stelle (Stardance, 1977) romanzo breve vincitore dei premi Hugo, Nebula e Locus nel 1978, è la parte iniziale dell'omonimo romanzo (1978); insieme ai romanzi Starseed del 1991 e Starmind del 1995 (non tradotti in italiano) forma la trilogia di Starseed, scritta insieme a Jeanne Robinson
- La notte del potere ([The] Night of Power, 1985)
- Stella Variabile (Variable Star, 2006) con Robert A. Heinlein

### Narrativa breve
- Overdose (Overdose, 1975)
- Elefanti malinconici (Melancholy Elephants, 1982) racconto vincitore del Premio Hugo 1983
- Due teste sono meglio di una (Two Heads Are Better Than One, 1975)
- Rubber Soul (Rubber Soul, 1982)
- Il tipo con gli occhi (The Guy with the Eyes, 1973)
- Il viaggiatore del tempo (The Time-Traveler, 1974)
- Il dilemma del millepiedi (The Centipede's Dilemma, 1977)
- La legge sulla conservazione del dolore (The Law of the Conservation of Pain, 1974)
- Il condimento (Just Dessert, 1977)
- Lunga vita alla signora ("A Voice Is Heard in Ramah...", 1975)
- Per cause innaturali (Unnatural Causes, 1975)
- I cospiratori (The Wonderful Conspiracy, 1977)